# Proteína cinasa de distrofia miotónica
La proteína cinasa de la distrofia miotónica (DMPK) es un gen humano que codifica a una enzima serina/treonina proteína cinasa que se relaciona muy de cerca con otras cinasas interactuando con miembros de la familia Rho de las GTPasas. Los sustratos de esta enzima incluyen la miogenina y la subunidad beta de los canales de calcio tipo L. La expresión de una sección de repetición tri-nucleotídica en el gen del cromosoma 19, produce entre 50 y 50.000 copias que causan una distrofia miotónica congénita, de allí el nombre del gen. Este inestable segmento de codificación genética dentro del gen DMPK es un hallazgo único en el cromosoma 19 humano.
La distrofia miotónica aparece en la infancia y se ha evidenciado que tanto los recién nacidos como sus madres, son portadores de una amplificación en la expresión de la secuencia repetitiva dentro del DMPK en mayor proporción que la población con distrofia miotónica no congénita.
La distrofia miotónica cursa con debilidad muscular, atrofia de los músculos de la cara, cataratas, alopecia, atrofia gonadal y miocardiopatías.